# Kyle Hill
Kyle Eric Hill (Chicago, 7 aprile 1979) è un ex cestista statunitense, professionista in Europa.

## Carriera
È stato selezionato dai Dallas Mavericks al secondo giro del Draft NBA 2001 (44ª scelta assoluta).

## Palmarès
- Campionato francese: 2

ASVEL: 2001-02
Pau-Orthez: 2002-03
- Coppa di Francia: 1

Pau-Orthez: 2003
- Semaine des As: 1

Pau-Orthez: 2003
- Coppa di Croazia: 1

Zadar: 2005
- Copa Príncipe de Asturias: 1

Alicante: 2009